# Paectes songoensis
Paectes songoensis là một loài bướm đêm trong họ Noctuidae.